# Роккасъл (окръг, Кентъки)
Окръг Роккасъл (на английски: Rockcastle County) е окръг в щата Кентъки, Съединени американски щати. Площта му е 824 km², а населението - 16 582 души (2000). Административен център е град Маунт Върнън.